# Susie O’Neill
Susan "Susie" O’Neill (Brisbane, 2. kolovoza 1973.) je bivša australska plivačica.
Višestruka je olimpijska pobjednica u plivanju, a 2006. godine primljena je u Kuću slavnih vodenih sportova.